# Губа (округ)
Губа́ — в Русском государстве территориальный судебный округ, в пределах которого действовала уголовная юрисдикция выборного губного старосты. Первоначально были известны в Новгородской и Псковской республиках и совпадали с волостью, иногда с посадом или селом. По всей стране губные учреждения созданы в результате губной реформы 1530–1550-х годов. Территориально губа совпадала с уездом. Упразднены в 1702 году.